# Distrito de Anse Etoile
Anse Etoile es un distrito situado en el norte de la isla principal Mahé de Seychelles. Anse Etoile tiene una superficie de cinco kilómetros cuadrados, y posee alrededor de 4000 habitantes, siendo el distrito más poblado del país isleño.
Su economía es similar a la de los otros distritos. 
Su clima es lluvioso en verano y soleado en invierno con una temperatura media anual de 21 °C.